# 海闊天空 (Beyond專輯)
《海闊天空》是香港殿堂級搖滾樂隊Beyond發行的第4张國語专辑，其中收錄的《海闊天空》是Beyond成立十週年的歌曲。1993年6月24日黃家駒發生意外昏迷，6月30日逝世，原定計畫無法實現，滾石唱片公司以這張專輯保留黃家駒原聲以及詞曲創作來完成黃家駒未完成的計畫和心願。黃家駒逝世後，其餘3名成員決定進入錄音室，由黃家強和黃貫中演唱完成計畫中的國語專輯。歌曲結合粵語專輯《樂與怒》和日語專輯《This Is Love 1》。

## 曲目
1. 海闊天空（粵語歌曲）
2. 爸爸媽媽（粵語歌曲）
3. 愛不容易說（國語歌曲）
4. 和平與愛（粵語歌曲）
5. 身不由己（國語歌曲）
6. 全是愛（粵語歌曲）
7. 情人（粵語歌曲）
8. 無無謂（粵語歌曲）
9. くちびるを奪いたい（"愛不容易說"日文版）
10. 遙かなる夢に ～Far away～（"海闊天空"日文版）